# مارثا هيجاريدا
مارثا هيجاريدا (بالإسبانية: Martha Higareda)‏ هي كاتبة سيناريو وممثلة مكسيكية، ولدت في 24 أغسطس 1983 في المكسيك.

## أعمال

### أفلام
- (2015) مكفارلاند - أميركا

### مسلسلات
- هاواي فايف أو

الكربون المعدل

## وصلات خارجية
- مارثا هيجاريدا على موقع IMDb (الإنجليزية)
- مارثا هيجاريدا على موقع ميتاكريتيك (الإنجليزية)
- مارثا هيجاريدا على موقع روتن توميتوز (الإنجليزية)
- مارثا هيجاريدا على موقع قاعدة بيانات الأفلام العربية
- مارثا هيجاريدا على موقع ألو سيني (الفرنسية)
- مارثا هيجاريدا على موقع تيرنر كلاسيك موفيز (الإنجليزية)
- مارثا هيجاريدا على موقع أول موفي (الإنجليزية)
- مارثا هيجاريدا على موقع قاعدة بيانات الأفلام السويدية (السويدية)
- مارثا هيجاريدا على موقع قاعدة بيانات الفيلم (الإنجليزية)
- مارثا هيجاريدا على موقع كينوبويسك (الروسية)